# Dorothy Masuka
Dorothy Masuka (Bulawayo, 3 de setembro de 1935 – Joanesburgo, 23 de fevereiro de 2019), conhecida como "Aunt Dot" (Tia Dot), foi uma compositora e cantora de jazz sul-africana nascida no atual Zimbábue, embora sua nacionalidade seja ainda reivindicada pela Zâmbia, terra de seu pai.
Poliglota, falava além do inglês vários idiomas e dialetos africanos como o xona, ndebele, suaíli, lozi ou bemba, e influenciou artistas mais novos como Doreen e Busi Ncube, Yvonne Chaka Chaka e Dudu Manhenga.

## Biografia
Seu pai, um chef num hotel em Bulawayo, era oriundo da Zâmbia, e sua mãe era de etnia zulu; quando tinha doze anos seus pais se mudaram para a África do Sul, onde ela foi interna em um colégio católico e, ali, durante shows escolares, teve seu talento descoberto e, aos dezesseis e apaixonada pelos ritmos locais kwela e marabi como pelo jazz, fugiu do internato para se juntar à banda de Philemon Magotsi, "African Ink Spots".
Seus pais e professores instaram pelo seu retorno ao colégio, o que ela fez por um breve período, até que voltou para a cidade natal onde seguiu a carreira de cantora; numa volta à África do Sul compusera seu hit, "Hamba Notsokolo" e, quando tinha dezenove anos, foi contratada neste país pela Troubador Record Company, começando uma carreira de sucesso e parceria com a também cantora Dolly Rathebe.
Quando tinha vinte anos se juntou à companhia de revista African Jazz and Variety onde atuavam os já famosos artistas Miriam Makeba e Hugh Masekela; neste período compôs várias canções de sucesso como Kulala, Khauleza, Khuteni Zulu, e lhe é atribuída a autoria de Pata Pata que, como outras de sua autoria, foram sucesso na voz de Makeba.
Sua música se tornou bastante popular na década de 1950 e o governo sul-africano, já sob regime do apartheid passou a questioná-la. Sua canção "Dr. Malan", que questionava o regime segregacionista formado exclusivamente por brancos africânderes em 1948 por Daniel François Malan, foi proibida naquele país. Em 1961 estava em Bulawayo quando fez uma música em homenagem ao líder congolês Patrice Lumumba fazendo com que as autoridades da Rodésia a exilassem - condição que duraria trinta e um anos até que a independência do país como Zimbábue ocorresse, em 1980; ela fugira para o Malawi e depois para a Tanzânia onde viveu de 1961 até 1965, ano em que tentou um retorno à cidade natal que resultou em nova fuga, vivendo desde então na Zâmbia.
Na década de 1980 voltou a gravar em Joanesburgo e no Zimbábue, e realizar vários shows, sobretudo na Europa, além de ter sido uma artista de sucesso em várias nações africanas, onde era recebida por chefes de estado como celebridade.
Masuka sofria de hipertensão e veio a falecer após um derrame. Foi sepultada no cemitério de West Park, em Joanesburgo.